# Vescomtat de Montclar
El vescomtat de Montclar apareix a començament del segle xiii. Comtors de Bruniquel, filla de Manfroí, era vescomtessa i es va casar amb el bastard Bertran de Tolosa. Va iniciar-se així la dinastia tolosana que va seguir amb Guillem, Oliver I, Arnau, Bertran II, Oliver II, Bertran III, Joan I, Antoni, Hug, Joan II, Pere i Joan III. El 1577 es va extingir aquesta línia i el vescomtat va passar per diverses famílies fins que fou suprimit per la revolució.

## Llista de vescomtes de la nissaga tolosana
- Bertran I de Tolosa vers 1214-1249
- Guillem 1249-1280
- Oliver I 1280-1335
- Arnau 1335-1363
- Bertran II 1363-1372
- Oliver II 1372-1392/1396
- Bertran III 1392/1396-vers 1400
- Joan I vers 1400-1446
- Antoni 1446-1478
- Hug 1478-?
- Joan II ?-vers 1550
- Pere vers 1550-1577